# Vad gör folk om nätterna?
Vad gör folk om nätterna? gavs ut första gången 1984 och är skriven av de finska författarna Mauri Kunnas och Tarja Kunnas.
Vad gör folk om nätterna? En del sover förstås. Andra jobbar, är vakna av tandvärk, äter en nattmacka, går i sömnen, ylar mot månen, en del roar sig och en del sitter och tittar på stjärnorna...
I den här boken ritar och berättar Mauri och Tarja Kunnas på sitt helt unika sätt om allt som händer och sker om natten. 

## Figurer
- Baggberg
- Fröken Pippinett
- Herr Getlund
- Rävström
- Agnes Alligator
- Herr Lejonhufvud
- Bagare Semmelsson
- Pelle Plattnos
- Tommy Tidningsbud